# 马德琳·曼宁
马德琳·曼宁（英語：Madeline Manning，1948年1月11日—），美国女子田径运动员。她曾代表美国参加1968年、1972年和1976年夏季奥林匹克运动会田径比赛，获得一枚金牌和一枚银牌。